# 팬퍼시픽 항공
팬퍼시픽 항공(영어: Pan Pacific Airlines)은 1973년 아스트로 국제항공(영어: Astro Air International)으로 설립된 필리핀 국적의 항공사로 2016년에 현재의 사명으로 변경되었다.

## 역사

2020년까지 사용된 이전 로고

1973년 아스트로 국제항공으로 설립한 팬퍼시픽 항공은 공식운항을 하지 못하였으나 지난 2016년, 항공 당국의 승인을 받아 공식 운항허가를 받았다.
2017년 5월 1일 인천-보라카이 노선을 취항을 시작하였으며, 7월 27일부터 무안-보라카이 노선을 첫 취항했다.
앞으로 동일 노선 추가 증편 및 필리핀 내 타 휴양지 노선을 추가로 운항할 계획이며, 필리핀 국내선 확충 및 국제선 확충도 전개할 예정이다.

## 운항 노선
- 2020년 1월 기준으로 팬퍼시픽 항공은 다음과 같이 운항하고 있다.

## 보유 기종[5]
- 2019년 8월 기준으로 팬퍼시픽 항공은 다음과 같이 보유하고 있으며, 평균 기령은 17.4년이다.[6]